# Karel Urbánek (hudebník)
Karel Urbánek (27. dubna 1910 Vídeň – 28. června 1995 Brno) byl český hudební pedagog, sbormistr a skladatel.

## Život
Narodil se ve Vídni, roku 1919 se rodina přestěhovala do Znojma. Absolvoval reálné gymnázium v Moravských Budějovicích, poté studoval hudební vědu na Filosofické fakultě Masarykovy univerzity v Brně. Za okupace musel studium přerušit a dokončil je až roku 1946. Ovládal hru na housle a klavír.
Od mládí se aktivně účastnil hudebního života ve Znojmě, nejprve jako houslista, posléze řídil orchestr YMCA, roku 1930 pak jako dvacetiletý řídil chrámový sbor ve znojemském kostele sv. Michala. Vyučoval hru na klavír a zpěv jak sólový, tak sborový, na Městské hudební škole ve Znojmě. V letech 1932-1938 vedl soukromou Hudební školu manželů Urbánkových, kterou založil spolu se svou ženou Aloisií, nadanou zpěvačkou a klavíristkou.
Po okupaci Sudet roku 1938 odešli manželé do Moravských Budějovic, kde se Karel Urbánek stal učitelem zpěvu na gymnáziu. Též zde řídil mužský sbor Foerster, vedl studentské soubory a založil dva sbory: ženský a smíšený.
Po skončení druhé světové války se vrátil do Znojma, kde se věnoval obnově hudebního života, kterou započal v letech 1945-1946 jako správce Městské hudební školy. Podílel se na obnově divadelního spolku Tyl a byl dirigentem jeho zpěvoherního souboru. V letech 1945-1959 dirigoval Znojemský symfonický orchestr a zároveň byl sbormistrem Pěveckého sdružení Vítězslav Novák.
Působil též jako pedagog, a to na Státním koedukačním učitelském ústavu (1945–1948), na gymnáziu (1948–1950), pedagogické škole (1953–1960), vyšší sociálně zdravotní škole (1950–1953) a krátce byl ředitelem hudební školy v Mikulově (1953-1954). Od roku 1960 byl odborným asistentem na Pedagogickém institutu v Karlových Varech. Později působil na Pedagogické fakultě v Českých Budějovicích, kde se stal i vedoucím katedry a proděkanem. Od roku 1974 byl v důchodu. Odstěhoval se do Brna, kde opět spolupracoval s hudebně zaměřenými pedagogickými institucemi.

## Dílo
Karel Urbánek byl autorem dvou mší (Missa d-moll, Česká mše vánoční) a dětské zpěvohry Šumavská princezna. Kromě toho psal drobné klavírní skladby, sbory a scénickou hudbu. Též přispíval hudebními referáty do znojemského tisku. Spolu s Bohuslavem Pernicou sbíral lidové písně ze Znojemska.